# San Giovanni al Natisone
San Giovanni al Natisone là một đô thị ở tỉnh Udine trong vùng Friuli-Venezia Giulia thuộc Ý, có cự ly khoảng 50 km về phía tây bắc của Trieste và khoảng 15 km về phía đông nam của Udine. Tại thời điểm 31 tháng 12 năm 2006, đô thị này có dân số 5.928.
San Giovanni al Natisone giáp các đô thị: Chiopris-Viscone, Cormons, Corno di Rosazzo, Manzano, Trivignano Udinese.

## Thành phố kết nghĩa
- Francavilla Fontana, Italia
- Kuchl, Áo